# Aveleda e Rio de Onor
Aveleda e Rio de Onor (llamada oficialmente União das Freguesias de Aveleda e Rio de Onor) es una freguesia portuguesa del municipio de Braganza, distrito de Braganza.

## Historia
Fue creada el 28 de enero de 2013 en aplicación de una resolución de la Asamblea de la República de Portugal promulgada el 16 de enero de 2013 con la unión de las freguesias de Aveleda y Rio de Onor, pasando su sede a estar situada en la antigua freguesia de Aveleda.

## Demografía
| Gráfica de evolución demográfica de Aveleda e Rio de Onor entre 2011 y 2021 |
|                                                                             |
| Datos según el nomenclátor publicado por el INE portugués.                  |